# Cicloundecan
Cicloundecanul este un cicloalcan, a cărui ciclu este format din unsprezece atomi de carbon. Fiecare atom de carbon are legați câte doi atomi de hidrogen, de unde rezultă formula chimică a compusului: C11H22. Cicloundecanul este stabil, dar arde destul de bine.
Derivați ai acestui compus, de exemplu bicicloundecanul, au fost propuși pentru folosirea în cadrul conductorilor de circuite electrice.